# Campeonato Mundial de Natação em Piscina Curta de 2018 - 4x50 m livre feminino
A prova dos 4x50 metros livre feminino do Campeonato Mundial de Natação em Piscina Curta de 2018 foi disputado no dia 16 de dezembro de 2018, no Hangzhou Sports Park Stadium, em Hangzhou, na China. 

## Recordes
Antes desta competição, os recordes mundiais e do campeonato nesta prova eram os seguintes:
|                       | Nome                                                                                                  | Nacionalidade | Tempo   | Local     | Data                   |
| --------------------- | --- | ------------- | ------- | --------- | ---------------------- |
| Recorde mundial       | Ranomi Kromowidjojo (23.42) Femke Heemskerk (23.19) Tamara van Vliet (23.65) Valerie van Roon (23.65) | Países Baixos | 1:33.91 | Copenhaga | 15 de dezembro de 2017 |
| Recorde do campeonato | Inge Dekker (24,09) Femke Heemskerk (23,24) Maud van der Meer (24,03) Ranomi Kromowidjojo (22,88)     | Países Baixos | 1:34.24 | Doha      | 7 de dezembro de 2014  |

Os seguintes recordes mundiais ou do campeonato foram estabelecidos durante esta competição: 
| Data           | Evento | Nome                                                                                       | Nacionalidade  | Tempo   | Notas                 |
| -------------- | ------ | ------------------------------------------------------------------------------------------ | -------------- | ------- | --------------------- |
| 16 de dezembro | Final  | Madison Kennedy (24.05) Mallory Comerford (23.28) Kelsi Dahlia (23.37) Erika Brown (23.33) | Estados Unidos | 1:34.03 | Recorde do campeonato |

## Medalhistas
| Ouro | Prata                                                                                                   | Bronze                                                                                        |
| Estados Unidos · Madison Kennedy · Mallory Comerford · Kelsi Dahlia · Erika Brown · Lia Neal* · Olivia Smoliga* · Veronica Burchill* | Países Baixos · Ranomi Kromowidjojo · Femke Heemskerk · Kim Busch · Valerie van Roon · Maaike de Waard* | Austrália · Holly Barratt · Emily Seebohm · Minna Atherton · Carla Buchanan · Ariarne Titmus* |

*Participaram apenas das eliminatórias, mas também receberam medalhas.

## Resultados

### Eliminatórias
As eliminatórias ocorreram dia 16 de dezembro com um total de 14 nacionalidades. 
| Colocação | Bateria | Raia | Nacionalidade  | Nadadoras                                                                                                | Tempo   | Notas |
| --------- | ------- | ---- | -------------- | --- | ------- | ----- |
| 1         | 2       | 4    | Países Baixos  | Femke Heemskerk (23.93) Kim Busch (24.21) Valerie van Roon (24.20) Maaike de Waard (23.99)               | 1:36.33 | Q     |
| 2         | 1       | 1    | Estados Unidos | Lia Neal (24.45) Olivia Smoliga (23.99) Veronica Burchill (24.44) Erika Brown (23.77)                    | 1:36.65 | Q     |
| 3         | 1       | 5    | Austrália      | Holly Barratt (23.97) Ariarne Titmus (24.71) Minna Atherton (24.61) Carla Buchanan (24.58)               | 1:37.87 | Q     |
| 4         | 1       | 4    | Rússia         | Rozaliya Nasretdinova (24.84) Arina Surkova (24.18) Daria Kartashova (24.43) Veronika Andrusenko (24.81) | 1:38.26 | Q     |
| 5         | 2       | 7    | Japão          | Aya Sato (24.70) Tomomi Aoki (24.75) Emi Moronuki (24.89) Rika Omoto (24.13)                             | 1:38.47 | Q     |
| 6         | 2       | 5    | China          | Liu Xiang (24.64) Wu Yue (24.21) Liu Xiaohan (24.72) Wang Jingzhuo (25.16)                               | 1:38.73 | Q     |
| 7         | 2       | 6    | Chéquia        | Simona Kubová (25.23) Anika Apostalon (24.28) Barbora Seemanová (24.18) Barbora Závadová (25.35)         | 1:39.04 | Q     |
| 8         | 1       | 6    | Alemanha       | Jessica Steiger (24.84) Marie Pietruschka (24.86) Annika Bruhn (24.84) Reva Foos (24.89)                 | 1:39.43 | Q     |
| 9         | 2       | 3    | Hong Kong      | Kan Cheuk Tung Natalie (25.28) Sze Hang Yu (24.87) Stephanie Au (24.77) Chan Kin Lok (25.34)             | 1:40.26 |       |
| 10        | 1       | 7    | Nova Zelândia  | Paige Flynn (25.28) Rebecca Moynihan (24.84) Emma Godwin (24.99) Vanessa Ouwehand (26.17)                | 1:41.28 |       |
| 11        | 2       | 2    | Eslováquia     | Barbora Mikuskova (25.76) Laura Benková (25.87) Tamara Potocká (25.20) Karolina Hájková (25.27)          | 1:42.10 |       |
| 12        | 1       | 3    | Turquia        | Selen Özbilen (25.38) Aleyna Özkan (26.43) Roza Erdemli (26.28) Ekaterina Avramova (25.00)               | 1:43.09 |       |
| 13        | 1       | 2    | Taipé Chinesa  | Huang Mei-chien (25.77) Chen Szu-an (26.56) Wang Wan-chen (26.48) Lin Pei-wun (26.45)                    | 1:45.26 |       |
| 14        | 2       | 1    | Brasil         | | DNS     |       |

### Final
A final foi realizada em 16 de dezembro. 
| Colocação         | Raia | Nacionalidade  | Nadadoras                                                                                           | Tempo   | Notas                 |
| ----------------- | ---- | -------------- | --------------------------------------------------------------------------------------------------- | ------- | --------------------- |
| Medalha de ouro   | 5    | Estados Unidos | Madison Kennedy (24.05) Mallory Comerford (23.28) Kelsi Dahlia (23.37) Erika Brown (23.33)          | 1:34.03 | Recorde do campeonato |
| Medalha de prata  | 4    | Países Baixos  | Ranomi Kromowidjojo (23.60) Femke Heemskerk (23.32) Kim Busch (23.84) Valerie van Roon (23.79)      | 1:34.55 |                       |
| Medalha de bronze | 3    | Austrália      | Holly Barratt (24.04) Emily Seebohm (24.10) Minna Atherton (24.02) Carla Buchanan (24.18)           | 1:36.34 |                       |
| 4                 | 6    | Rússia         | Maria Kameneva (24.37) Arina Surkova (24.06) Daria Kartashova (24.53) Rozaliya Nasretdinova (24.13) | 1:37.09 |                       |
| 5                 | 2    | Japão          | Aya Sato (24.46) Runa Imai (24.27) Rika Omoto (24.07) Tomomi Aoki (24.55)                           | 1:37.35 |                       |
| 6                 | 7    | China          | Liu Xiang (24.59) Wu Yue (23.97) Yang Junxuan (24.32) Liu Xiaohan (24.70)                           | 1:37.58 |                       |
| 7                 | 1    | Chéquia        | Simona Kubová (25.06) Anika Apostalon (23.91) Barbora Seemanová (23.90) Barbora Závadová (25.37)    | 1:38.24 |                       |
| 8                 | 8    | Alemanha       | Jessica Steiger (24.63) Marie Pietruschka (24.73) Annika Bruhn (24.55) Reva Foos (24.79)            | 1:38.70 |                       |

Legenda
| Recorde mundial       | Recorde mundial (World record)               |                       | Recorde africano                      | Recorde africano (African) |                                           | Q | Classificado por posição (Qualified) |
| Recorde do campeonato | Recorde do campeonato (Championship record)  | Recorde da América    | Recorde da América (Americas)         | q                          | Classificado por melhor tempo (Qualified) |   |                                      |
| Melhor marca do ano   | Melhor marca do ano (World leading)          | Recorde asiático      | Recorde asiático (Asian)              | DNS                        | Não largou (Did not start)                |   |                                      |
| Recorde nacional      | Recorde nacional (National record)           | Recorde europeu       | Recorde europeu (European)            | DNF                        | Não terminou (Did not finish)             |   |                                      |
| Recorde pessoal       | Recorde pessoal do atleta (Personal best)    | Recorde da Oceania    | Recorde da Oceania (Oceania)          | DSQ / DQ                   | Desclassificado (Disqualified)            |   |                                      |
| Recorde da temporada  | Recorde da temporada do atleta (Season best) | Recorde sul-americano | Recorde sul-americano (South America) | NM                         | Sem marca (No mark)                       |   |                                      |